# Základní škola Hrádek u Rokycan
Základní škola Hrádek u Rokycan byla postavena a slavnostně uvedena do provozu roku 1963.

## Multimediální centrum
Multimediální centrum vzniklo na podzim roku 2013. Uvedení do provozu bylo 21.11.2013. Multimediální centrum bylo zřízeno z výtěžku za sběr vypotřebovaných tonerů a catridgeí z tiskáren.

## Zateplení
Zateplení školy v roce 2008 proběhlo z příspěvku fondu Evropské unie. Příspěvek činil 11 981 366 Kč.

## Adopce na dálku
Škola je zapojena do projektu Adopce na dálku. Příspěvky se odesílají do BALA PRAGATHI KENDRA SERVICES. V roce 2010 se podařilo vybrat 7123 Kč.

## Projekty ve škole
- Adopce na dálku
- Hrádecký šuplíček
- McDonald's Cup
- Rozumíme penězům
- Matematický klokánek (jeden žák ze školy vyhrál ve školním roce 2012/2013 první místo v kategorii čtvrtých a pátých tříd)[zdroj?]

## Učebny

### I.stupeň
- Třídní učebny
- Učebna výtvarné výchovy
- Učebna hudební výchovy
- Jazyková učebna
- Počítačová učebna

### II.stupeň
- Třídní Učebna
- Počítačová učebna
- Učebna fyziky
- Dílny
- Tělocvična

## Zázemí pro učitele
- 2 x sborovna
- Tvz. "Kuchyňka"
- Ředitelna
- Šatna učitelů
- WC pro učitele